# 久野宗晴
久野 宗晴（くの むねはる、慶長14年（1609年） - 慶安2年6月1日（1649年7月10日））は、紀州藩田丸城代家老久野家2代当主。
父は紀州藩田丸城代久野宗成。正室は山本正春の娘。子は久野宗俊。通称は外記。官位は従五位下。

## 経歴
慶長11年（1606年）、田丸城代久野宗成の子として生まれる。寛永2年（1625年）、父が死去する。翌寛永3年（1626年）、家督と知行1万石を相続して田丸城代となり、藩主徳川頼宣に仕える。正保3年（1646年）、従五位下に叙任、外記と通称を改める。慶安2年（1649年）、田丸城の天守が大雨で倒壊する。以後、天守が再建されることはなかった。同年に病死、享年41。家督は嫡男の宗俊が相続した。